# Idioma protomixezoqueano
Protomixezoqueano o Protomixezoque es una protolengua que los estudiosos del idioma y los historiadores mesoamericanos creen que se habló en el Istmo de Tehuantepec durante el Período Formativo Inicial (c. 2000-1200 a. C.). La evidencia del idioma es limitada y los investigadores han reconstruido sólo alrededor de 450 elementos de vocabulario.

## Marcadores étnicos
La influencia olmeca en los grupos y culturas vecinas, y quienes los siguieron sugieren que compartían un idioma similar o tenían sus raíces en un idioma similar. En lenguas mesoamericanas posteriores, la evidencia de palabras prestadas sugiere que los olmecas influyeron tanto en la cultura material como en la lengua. Muchas palabras tomadas prestadas por estas primeras civilizaciones indican un vocabulario compartido entre los cultígenos mesoamericanos (frijoles, calabazas, tomates y maíz) y la preparación de alimentos. Los hablantes mesoamericanos tenían una cultura sofisticada para su época.

## Fonológia
Una vocal puede ser corta o larga, y el núcleo de una sílaba puede ser una vocal corta o larga o seguido de /ʔ/ o /h/.

## idioma mixe-zoque
Los arqueólogos llaman a esta cultura Mokaya, que significa "gente del maíz" en las lenguas mixe-zoque contemporáneas. La evidencia arqueológica indica que la lengua mixe-zoque se hablaba en todo el istmo, por lo que comparte sus raíces en la lingüística olmeca y un ancestro común, el proto-mixe-zoque.